# Grandvillard
Ne doit pas être confondu avec Grandvillars.
 (1er mai 2017).
Grandvillard (Le Granvelâ  en patois fribourgeois) est une localité et une commune suisse du canton de Fribourg, située dans le district de la Gruyère.
Le village de Grandvillard jouit d'un patrimoine architectural remarquable. 14 bâtisses d'exception sont aujourd'hui classées à l'inventaire national et reflètent le caractère rural du lieu et son histoire paysanne. Le village figure également à l'inventaire des sites construits à protéger en Suisse (ISOS).

## Géographie
Selon l'Office fédéral de la statistique, la surface de son territoire recouvre 2 416 ha. 3,9 % de cette superficie correspond à des surfaces d'habitat ou d'infrastructure, 47,3 % à des surfaces agricoles, 28,5 % à des surfaces boisées et 20,3 % à des surfaces improductives.
Grandvillard touche les communes de Bas-Intyamon, Haut-Intyamon, Val-de-Charmey ainsi que Château-d'Œx dans le canton de Vaud.
La commune s'étend des rives de la Sarine jusqu'au Vanil Noir, sommet du canton.

## Histoire
« 

Photo aérienne (1964)

Grandvillars, (Grandvillard, Grossweiler ou wyler), dont Leu a fait Langenwiler, village paroissial du décanat et de la préfecture de Gruyères, contenant 328 poses de prés, 193 de champ, 141 de bois, 563 de pâquiers de pâturages, 413 habitants dont 190 hommes et 223 femmes, et 205 bâtiments, assurés pour 109 250 frs. Dans le village, qui est généralement très bien bâti, on trouve 1 église (St.-Jacques, le majeur et St.-Barthélémi), dont le gouvernement à la collature, à la Daouda, 1 ancienne chapelle (N.-D. de compassion), 1 presbytère, 1 auberge, 1 détail de sel, 1 boulangerie, 2 forges, 2 scieries, 2 moulins, 95 maisons; au-delà du torrent de la Taouna, 3 maisons et en tout 22 granges et 80 chalets. En 1389, les frères Aymon et Pierre de Cléri, Donzels, de Gruyères, avaient des propriétés dans ce village, qu'on appelait alors simplement Vilar et Villar. Les mêmes obtinrent des reconnaissances en leur faveur, en 1394 et 1395. Déjà en 1388, cette commune avec d'autres du voisinage s'étaient rachetée de la mainmorte pour la somme de 350 florins d'or. Dans le préambule de la charte le comte Rodolphe de Gruyères convient que la mainmorte est une condition injuste, illicitement imposée; que pour le salut de son âme et celle de ses prédécesseurs, il en affranchit irrévocablement, pour lui et les siens, la commune de Villar. Aymon de Cléri et son fils Jacques possédaient une oche à Villar, qui, en 1423, fut reconnue en leur faveur. En 1456, Jean, seigneur de Montsalvens, et le comte François possédaient la moitié du four de Grand-villars. Jean. Comte de Gruyères, approuve, 1513, l'échange fait entre les prieurés de Broc et de Rougemont de la grande dîme de Grand-villars, donnée, en 1308, à ce dernier par Vilhelmette, veuve du comte Pierre. Jean de Cléri (Clerye) vend divers cens qu'il possédait à Grand-villars à Jean Curtrys, de Broc, 1522. Le curé de cette commune clame André Mourraz, 1560, pour l'avoir injurié, tout en lui reprochant qu'il avait perdu des reliques. En 1585, la collature de la cure de Grand-villars avait été cédée au clergé de Gruyères, qui, néanmoins, ne al conserva pas long-tems, à condition que la paroisse serait desservie par un prêtre instruit (mit einem geschickten Priester versehen werde). Cette conception donna, cependant, lieu à des réclamations. La chapelle de St.-Jacques-ès-Pont ou à la Daouda, appelée aussi l'église de St.-Jacques des chapelles, probablement Compostelle, était le temple primitif. Ensuite d'une décision du grand vicaire, le gouvernement permit à ceux de Grand-villars de bâtir une nouvelle église dans le village même, en érigeant celui de Lessoc en paroisse; il ordonna que, selon une ancienne convention, la chapelle de St.-Jacques serait entretenue conjointement par les gens des deux endroits, et il décida, en outre, que le curé de Grand-villars retirerait les trois quarts de la dîme de Lessoc, et celui de ce dernier lieu seulement le quart par 30 écus, 1593 et 1643. L'église actuelle de Grand-villars fut consacrée le 23 avril 1603 par Jean-Dorothäus, évêque de Lausanne, ainsi que le prouve un acte trouvé dans le tombeau du maître-autel, lorsque l'an 1786, on l'a démoli pour agrandir le chœur. D'après une lettre de franchise du 7 janvier 1439, accordée par le comte François et son frère Jean, le gouvernement déclara, en 1610, que ceux de Grand-villars n'étaient pas tenus de contribuer à l'entretien des édifices publics, et surtout d'une tour à Gruyères, appelée Suppla- ou Schupplia-Barba, mais bien du château de Montsalvens; et en 1613, qu'ils ne devaient annuellement qu'une corvée ou 4 gros, 15 deniers pour le cens du blé de four, et que dans les cas de mutations il ne pouvait être exigé d'eus pour les pièces qui relevaient du fief de la maison de St.-Germain de Gruyère, que le septième denier. En 1617, la commune obtint la permission de vendre 5 poses de terre pour subvenir aux frais de bâtisse de sa nouvelle église. Un pont d'une seule arche réunit, près de Grand-villars, les deux rives de la Sarine. Construit en pierres l'an 1641, les communes des environs durent y contribuer, mais il fut statué alors que celle de Grand-villars serait seule chargée de son entretien. Sur la résignation de Dom François Mouraz le conseil nomma, le 14 juin 1678, Dom François Demattraz, curé de Grand-villars. A une petite distance du village la cascade du torrent de la Taouna mérite d'être visitée. Elle est moins remarquable par l'abondance de ses eaux, surtout lorsque le tems a été à sec pendant plusieurs semaines, que par la forme de son bassin et la beauté majestueuse de son encadrement. Il faut voir surtout ses ondes écumantes tournoyer dans les cavités d'une coquille avant de hasarder le saut, qui fait toute la réputation des cascatelles vulgaires. On assure dans cette contrée que lorsqu'on entend de loin le bruit sourd et effrayant de la chute de la Taouna, qu'on désigne dans ce sens sous le nom patois de Graou de la dutschire, c'est le signe d'une tourmente, d'un orage et principalement du mauvais tems. Près de-là on trouve une abondante carrière de marbre qu'on exploite principalement pour les besoins de cette partie du canton. Dans l'église de Grand-villars on voit dans l'une des parois de la nef l'image noire d'une Ste.-Vierge, richement décorée et couverte soigneusement d'une glace. Avant la réformation cette image se trouvait dans une chapelle du village de Château-d'Oex. La famille Geneina qui l'avait fondée, émigra en partie et vint s'établir dans la partie de la Gruyère, qui quelques années plus tard fut réunie au canton de Fribourg, à quelle époque elle prit avec elle la Notre-Dame de Lorette, comme elle l'appelait. Cette image, conservée religieusement et comme une relique par cette famille, fut en 1822, placée par Jean-Baptiste Geneina dans l'église.
 »
— Franz Kuenlin, Dictionnaire géographique, statistique et historique du Canton de Fribourg, 1832

## Démographie
Selon l'Office fédéral de la statistique, Grandvillard possède 871 habitants en 2022. Sa densité de population atteint 36 hab./km².
Le graphique suivant résume l'évolution de la population de Grandvillard entre 1850 et 2008 :

## Tourisme
Grandvillard est membre depuis 2019 de l'association Les plus beaux villages de Suisse.

## Monuments et curiosités
- Église Saint-Jacques construite en 1935-37 sur l'emplacement d'un ancien édifice remontant au 16e s[7].
- Maison de Pierre de la Tinaz, banneret de Montservant (ou Maison du Banneret). Splendide maison du 17e s. qui a appartenu à un riche propriétaire terrien et marchand de fromages. Façade d'apparat avec fenêtres sculptées. À l'intérieur, ancien poêle en molasse de 1664 et plafonds richement moulurés (ne se visite pas)[4].
- Maison Lucien Raboud construite en 1641 pour la famille Zurich. Porte et fenêtres à accolades surmontées du monogramme du Christ[7].
- Au lieu-dit la Daudaz, chapelle Notre-Dame-de-Compassion construite en 1701.
- Cascade de la Taouna à l'orée de la forêt. Une grotte dédiée à Notre-Dame de Lourdes y a été aménagée en 1958.